# Лозаннский марафон
Лозаннский марафон (фр. Marathon de Lausanne) — международный марафон, проходящий в Лозанне каждую осень с 1993 года.
Учреждён после открытия Олимпийского музея в 1993. Проходит в последнее воскресенье октября. Забег на классической дистанции 42,195 км начинается в Лозанне (площадь Пляс де Милан) и следует по дороге вдоль Женевского озера на восток до города Тур-де-Пельц, затем следует тем же маршрутом, и заканчивается в Лозанне (район Уши). Полумарафон на дистанции 21 км начинается в Тур-де-Пельц и заканчивается в Лозанне. Спортивная ходьба на дистанции 10 км. Мини-марафон для детей на дистанции 4,219 км.
К участию в марафоне (при внесении регистрационного взноса) допускаются как спортсмены, так и любители разных возрастов, а также инвалиды. В 2013 году приняли участие 14 155 человек.